# Riedelia cordylinoides
Riedelia cordylinoides är en enhjärtbladig växtart som först beskrevs av Henry Nicholas Ridley, och fick sitt nu gällande namn av Rosemary Margaret Smith. Riedelia cordylinoides ingår i släktet Riedelia och familjen Zingiberaceae. Inga underarter finns listade i Catalogue of Life.